# شیکاگو رد استارز

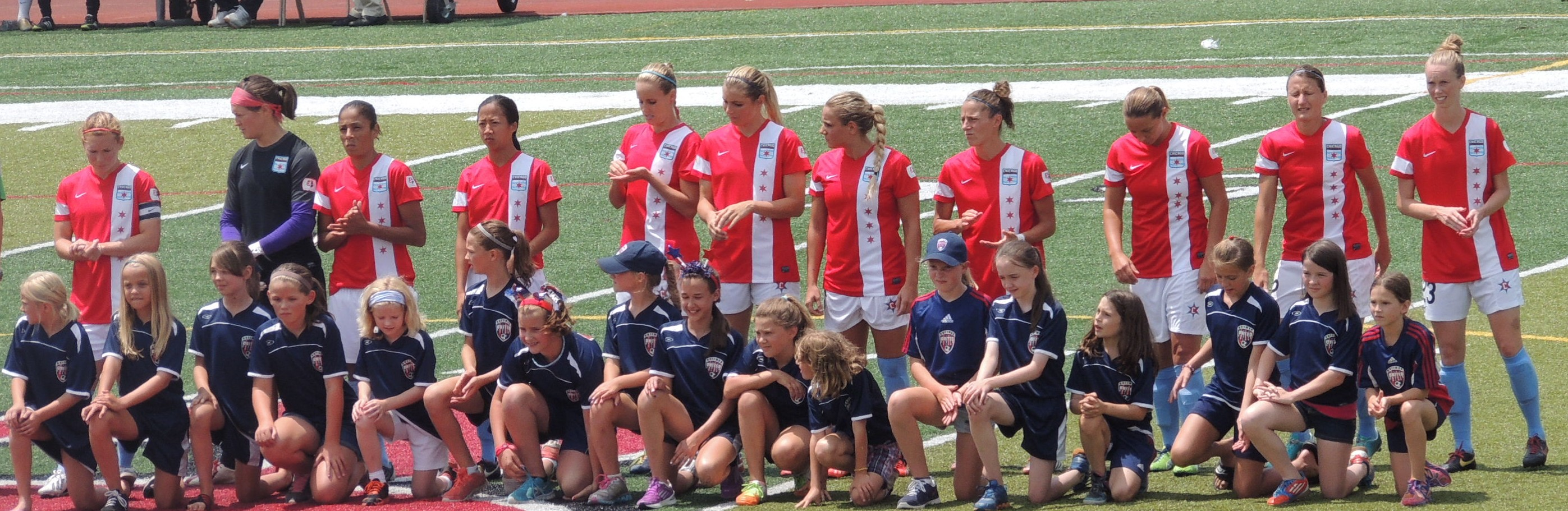

شیکاگو رد استارز (به انگلیسی: Chicago Red Stars) یکی از باشگاه‌های حرفه‌ای فوتبال زنان در آمریکا است.
این تیم واقع در شهر شیکاگو است و یکی از اعضای لیگ ملی فوتبال زنان در آمریکا است.